# Muzeul Satului din Baia Mare
Das Ethnographische und Volkskundemuseum Baia Mare (rumänisch Muzeul de Etnografie și Artă Populară Baia Mare) ist ein ethnografisches Freilichtmuseum in Baia Mare, Maramureș, Rumänien.
Die Ursprünge des Museums gehen auf einen 1899 gegründeten Museumsverein zurück, dessen Mitglieder die ersten Exponate des heutigen Museums gesammelt haben.
Das Museum besteht aus einem 1978 eröffneten Museumspavillon und einem 1984 eröffneten Museumsdorf. Der Pavillon beherbergt auf 500 m² Exponate zur Natur, Jagd, Fischerei, Schmiedekunst, Keramik, Tischlerei sowie technische Einrichtungen und religiöse Objekte aus den historischen Gebieten: dem historischen Maramureșul, Chioar, Lăpuș und Codru. Im Freilichtteil des Museums wurden um eine 1630 erbaute und 1949 hierher übertragene Kirche mehrere Hofanlagen aus der zweiten Hälfte des 18. und dem beginnenden 19. Jahrhundert aufgebaut.